# Apneumonella
Apneumonella is een geslacht van spinnen uit de familie Telemidae.

## Soorten
- Apneumonella jacobsoni Brignoli, 1977[3]
- Apneumonella oculata Fage, 1921[1]
- Apneumonella taitatavetaensis Zhao & Li, 2017[4]